# Photolyasen
Photolyasen sind Enzyme, die an der Reparatur der DNA beteiligt sind. Sie bewerkstelligen die Auflösung von Cyclobutan-Pyrimidin-Dimeren (CPD) und (6-4)-Photoprodukten, welche bei Belichtung der DNA mit ultravioletter Strahlung entstehen.

## Vorkommen
Photolyasen wurden in Prokaryoten, Eukaryoten sowie Archaeen gefunden. In höheren Säugetieren, einschließlich des Menschen, fehlen funktionsfähige Varianten dieser Proteine, wohingegen sie in Beuteltieren, beispielsweise der Haus-Spitzmausbeutelratte (Monodelphis domestica) oder dem Kaninchenkänguru Potorous didactylus, nachgewiesen werden konnten.

## Struktur
Die Photolyase von Escherichia coli hat eine molare Masse von 54 kDa. Der primäre Kofaktor in allen Photolyasen ist das redoxaktive Flavin-Adenin-Dinukleotid. Zudem verfügen sie über einen Antennenkomplex, der entweder aus dem Pterin-Cofaktor MTHF (Methylentetrahydrofolat) oder dem Desazaflavin-Kofaktor 8-HDF (8-Hydroxy-5-Desazariboflavin) besteht.

## Funktion
Photolyasen binden in ihrem aktiven Zentrum je nach Photolyase-Klasse entweder an CPDs oder (6-4)-Photoprodukte in der DNA. Durch blaue bzw. ultraviolette Belichtung wird der Antennenkomplex angeregt und transferiert diese Anregung auf den reduziert vorliegenden Redox-Kofaktor (FADH−). Von diesem springt ein Elektron auf den DNA-Schaden im aktiven Zentrum, der sich dadurch auflöst. Das Flavin wird anschließend durch einen Elektronentransfer von einem Tryptophan an der Enzymoberfläche in seinen reduzierten Zustand zurückversetzt. Im Gegensatz zu anderen Reparatur-Mechanismen findet die Korrektur ohne Schneiden der DNA statt.